# CAF Urbos
O CAF Urbos é uma família de Veículo leve sobre trilhos (VLT) fabricado pela CAF.
A fabricante espanhola CAF produzia até então, apenas locomotivas, carros de passageiros, trens regionais e Metrôs, porém em 1993, a CAF começou a produzir VLTs para o Metro de Sevilha, entregando 16 trens até o ano de 1999. Este modelo também foi vendido para os Elétricos de Lisboa, em 1995. 
Este VLT era uma variação de um projeto da Siemens e alguns componentes ainda eram fornecidos por ela, incluindo os truques e os motores de tração. A CAF decidiu então desenvolver seu próprio VLT chamado Urbos, que passou a ser produzído todo internamente.
Existem três gerações do Urbos, conhecidos como Urbos 1, Urbos 2, e Urbos 3. A primeira geração foi adquirida pela companhia Euskotren Tranbia de Bilbau, que recebeu 6 trens entre 2004 e 2006. A segunda geração foi vendida para outros operadores na Espanha, já a terceira geração foi vendida na Austrália, nos Estados Unidos, na Espanha e outros países da Europa. São fabricados em Saragoça e Linares, na Espanha; em Elmira (Nova Iorque), nos Estados Unidos; em Hortolândia, no Brasil e Bagnères-de-Bigorre, na França.

## Urbos 3

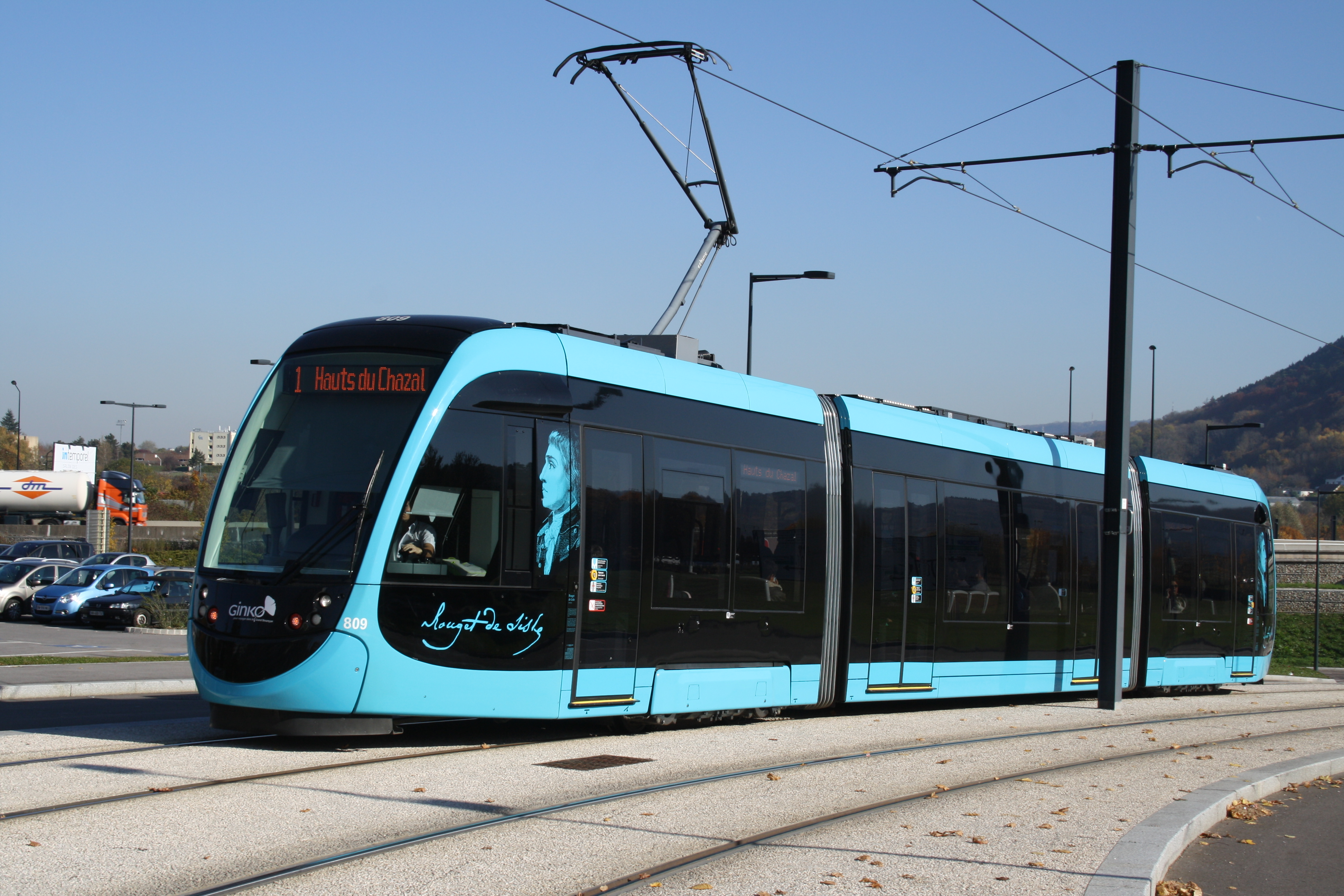
Composição CAF Urbos 3 na Europa.

O Urbos 3 é o sucessor do Urbos 2 (todas as novas vendas são do Urbos 3). As versão padrão varia entre o Urbos 100 e o Urbos 70, onde ambos tem o projeto de 100% ou 70% do piso rebaixado, respectivamente, e a velocidade máxima é de 70 km/h (43,5 mph). Os trens são oferecidos em bitola métrica e bitola padrão e permitem trens com largura de 2300 mm, 2400 mm ou 2650 mm. As composições podem ser montadas com 3, 5, 7 ou (somente no Urbos 100) 9 módulos, com o comprimento variando entre 23 m e 56 m.
A CAF tem desenvolvido a opção de construção com supercapacitores no Urbos 3, permitindo uma breve operação sem um suprimento externo de energia. Este sistema ACR (Acumulador de Carga Rápida) permitiu que o operador dos VLTs de Sevilha, pudesse remover a fiação aérea em locais chave, durante a Semana Santa de 2011.

### Brasil
No Brasil a CAF foi a fornecedora de 40 composições do modelo Urbos 3 para o VLT de Cuiabá. Os trens de de 7 carros, foram produzidos entre os anos de 2013 e 2014.
Porém, o sistema prometido para a Copa do Mundo de 2014 a qual Cuiabá foi sede, encontra-se inacabado e os trens inoperantes até os dias de hoje.

### Portugal

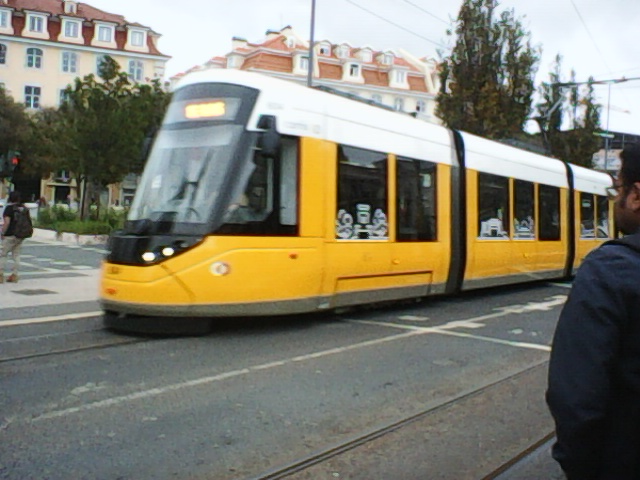
Um dos 15 carros CAF Urbos articulados.

Carris encomendou 15 eléctricos em 2021, à família CAF Urbos. Representam o segundo modelo de veículos articulados  CAF ao serviço da Carris, com cinco segmentos que totalizam 28 metros de comprimento e capacidade para 220 passageiros.
 Prevê-se que a entrega das viaturas à Carris – com início em abril de 2023 – seja concluída durante 2024. 